# WS-Federation
WS-Federation (également appelé chez certains éditeurs « Web Services Federation Language », ou « WS-Fed ») est une spécification qui définit des mécanismes de fédération d'espaces de confiance hétérogènes. Elle offre la possibilité de fédérer des domaines de sécurité et permet d'établir des contextes de sécurité entre des applications utilisant des spécifications de sécurité distinctes. Elle a été écrite par BEA Systems, BMC Software, CA, Inc., IBM, Layer 7 Technologies, Microsoft, Novell et Verisign.

## Principe
WS-Federation est une extension de WS-Trust et s'appuie sur les spécifications WS-Security, WS-Policy et WS-SecureConversation. Un langage de description de règles de confiance permet de bâtir des mécanismes de gestion des relations de confiance entre des environnements hétérogènes. Concrètement, WS-Federation permet d'effectuer l'authentification mutuelle d'applications utilisant des approches de sécurité hétérogènes, comme les mécanismes d'authentification Kerberos et X.509. WS-Federation agit comme une couche entre WS-Policy et WS-Trust pour indiquer comment les relations de confiance doivent être gérées.